# Vlag van Idaarderadeel

Vlag van de gemeente Rauwerderhem
(tot 1984)

De vlag van Idaarderadeel is op onbekende datum bij raadsbesluit vastgesteld als de gemeentelijke vlag van de Friese gemeente Idaarderadeel (Fries: Idaerderadiel). De vlag wordt als volgt beschreven:
Wit met een rood Scandinavisch kruis met armen ter breedte van 3/16 van de vlaghoogte, met daaroverheen een wit Scandinavisch kruis met armen ter breedte van 1/16 van de vlaghoogte; met op het kruispunt van de armen een blauw schild, eindigende in een punt, met daarop twee afgewende gele liggende wassenaars.
De vlag toont het gemeentewapen in een vorm die is afgeleid van de vorm van de schilden ten tijde van de kruistochten. De herkomst van het kruis is onbekend.
Per 1 januari 1984 is de gemeente Idaarderadeel opgegaan in de nieuwe gemeente Boornsterhem. De gemeentevlag van Idaarderadeel is hierdoor komen te vervallen. Op 1 januari 2019 is Boornsterhem opgeheven en de dorpen zijn verdeeld over vier verschillende gemeenten. Het vroegere Idaarderadeel kwam in Leeuwarden te liggen.

## Verwante afbeelding

Het wapen van Idaarderadeel

Aengwirden 
· Baarderadeel 
· Barradeel 
· het Bildt 
· Bolsward 
· Boornsterhem 
· Dokkum 
· Dongeradeel 
· Doniawerstal 
· Ferwerderadeel 
· Franeker 
· Franekeradeel 
· Gaasterland 
· Gaasterland-Sloten 
· Haskerland 
· Hemelumer Oldeferd 
· Hennaarderadeel 
· Hindeloopen 
· Idaarderadeel 
· IJlst 
· Kollumerland en Nieuwkruisland 
· Leeuwarderadeel 
· Lemsterland 
· Littenseradeel 
· Menaldumadeel 
· Nijefurd 
· Oostdongeradeel 
· Rauwerderhem 
· Schoterland 
· Skarsterlân 
· Sloten 
· Sneek 
· Stavoren 
· Terschelling en Vlieland 
· Utingeradeel 
· Westdongeradeel 
· Wonseradeel 
· Workum 
· Wymbritseradeel